# Villiers-sous-Mortagne
Villiers-sous-Mortagne település Franciaországban, Orne megyében. Lakosainak száma 241 fő (2022. január 1.). Villiers-sous-Mortagne Feings, Loisail, Mortagne-au-Perche, Saint-Hilaire-le-Châtel, Saint-Mard-de-Réno és Tourouvre au Perche községekkel határos.

## Népesség
A település népessége az elmúlt években az alábbi módon változott:
| Lakosok száma | 323  | 298  | 291  | 284  | 282  | 282  | 268  | 255  | 241  |
|               | 2013 | 2015 | 2016 | 2017 | 2018 | 2019 | 2020 | 2021 | 2022 |